# Daimio
Daimio är ett släkte av fjärilar. Daimio ingår i familjen tjockhuvuden.

## Dottertaxa tillDaimio, i alfabetisk ordning[1]
- Daimio andamanica
- Daimio bhagava
- Daimio birmana
- Daimio celebica
- Daimio chinensis
- Daimio cnidus
- Daimio corona
- Daimio daiseni
- Daimio dirae
- Daimio diversa
- Daimio epitaras
- Daimio expansa
- Daimio felderi
- Daimio formosana
- Daimio fumosa
- Daimio graya
- Daimio hamiltonii
- Daimio indica
- Daimio kuki
- Daimio limax
- Daimio lineata
- Daimio milliana
- Daimio minima
- Daimio moori
- Daimio narada
- Daimio nivescens
- Daimio permena
- Daimio philippina
- Daimio phisara
- Daimio rex
- Daimio roona
- Daimio saishiuana
- Daimio sinica
- Daimio sulina
- Daimio taiwana
- Daimio tenebrosa
- Daimio tethys
- Daimio tristis
- Daimio visana
- Daimio yamashiroensis